# Tjarivna Havan Nationalpark
Tjarivna Havan Nationalpark eller Tarkhanhut Nationalpark (ukrainsk: Національний природний парк «Чарівна гавань»), russisk: Природный парк «Тарханкутский») dækker en kystsektor af Tarkhankut-halvøen (en del af Krim-halvøen) ved Sortehavet. Parken beskytter et steppelandskab der når helt ned til havkysten i et semi-tørt miljø og med dramatiske klippeformationer. Parken ligger i det administrative distrikt Tjornomorskyj rajon.

## Topografi
Parken dækker tre separate områder på den vestlige del af Krim-halvøen, hvor den tørre bjergsteppe møder Sortehavet ved en barsk og klippefyldt kyst. De tre områder er:
- Balka Velykyj Kastel, som har en kløft, der løber ned til en strand, og ruiner af tidligere bosættelser. [1]
- Atlesh, en sektor af betydelige kystklippeformationer i den sydlige del af parken. [1]
- Dzjanhulsk, er område med tørre kløfter med flad bund, der kun oversvømmes periodisk . Disse formationer, også kaldet " arroyos " på engelsk, er typisk 5-50 meter dybe og udvider sig til klippefyldte kløfter, når de når kysten.[3]

## Økoregion og klima
Parken ligger i økoregionen den pontisk-kaspiske steppe. Den officielle klimabetegnelse for Tarkhanhut-området er fugtigt kontinentalt klima med undertypen - varm sommer (efter Köppen klimaklassificering), med store sæsonbestemte temperaturforskelle og en varm sommer (mindst fire måneder i gennemsnit over 10o , hvoraf mindst én er over 22o. Parkledelsen hævder der er 2.350 solskinstimer om året. Sommeren løber fra slutningen af maj til midten af september, med 316 mm gennemsnitlig årlig nedbør.

## Flora og fauna
Området er bemærkelsesværdigt for at bevare nogle af de sidste ur-kyststepper, især i kløfterne i Kastel-sektorerne, hvor der findes 50 plantearter, som generelt ikke findes i de større kyststepper, og over 400 arter af karplanter er blevet registreret i området.  Samlet set omfatter parken kyststeppe, busk-steppe og buskhabitater.

## Offentlig brug
Nationalparken er opdelt i fire zoner, der sørger for et beskyttet område, en reguleret rekreativ zone, et lokalt rekreativt område og en 'økonomisk zone'. Der er rekreative faciliteter i hver af hovedsektionerne, med opvarmede hytter til leje, både, fiskeri og campingpladser. Parkadministrationen anmoder om at tjekke ind via besøgscentret for at registrere og for at gennemgå parkens regler. Vandring på de økologiske stier i de beskyttede zoner kræver eskorte af parkpersonale.